# Instituto Leloir

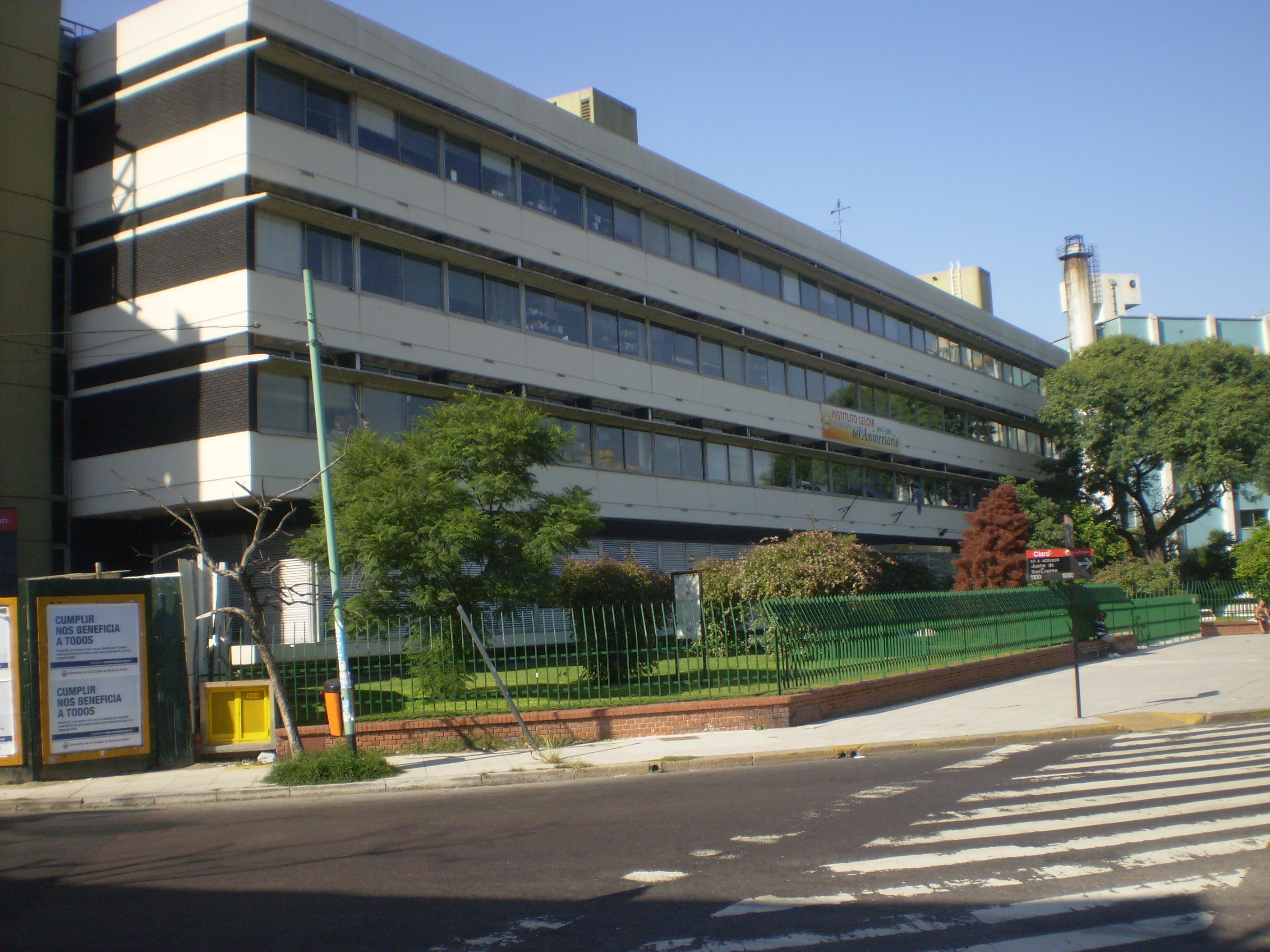
O Instituto Leloir.

O Instituto Leloir centra suas atividades na investigação científica e na formação de recursos humanos, nas áreas de Bioquímica e Biologia celular e Molecular. Está situado em Buenos Aires, na Argentina.

## História

### Começos
O Instituto é criado em 1947 sob a direção do Dr. Luis Federico Leloir , Premio Nobel de Química em 1970, por iniciativa do Dr. Bernardo Houssay Premio Nobel de Medicina em 1947, e graças ao apoio econômico do industrial Jaime Campomar, a que logo se somaram outros benfeitores.

## Edifício
O Instituto começou a funcionar em um antigo casarão de Julián Álvarez em 1917, na Cidade de Buenos Aires. Em 1958 o Ministério de Saúde Pública cedeu um edifício em Volta de Obligado e Monroe.
Finalmente, em 1983 se instala frente ao Parque Centenário de Buenos Aires. Este edifício foi construído com aportes da comunidade em um terreno doado pela então Municipalidade da Cidade de Buenos Aires. O projeto e direção da obra, orientados para a funcionalidade como centro de investigação, foram doados pelo estúdio Mario Roberto Álvarez y Asociados. Na atualidade, estas instalações originais de 6900 m² estão se ampliando em quase o dobro de sua superfície, para modernizar a infra-estrutura e assim potenciar sua capacidade para melhorar as condições da investigação.

## Reconhecimento internacional

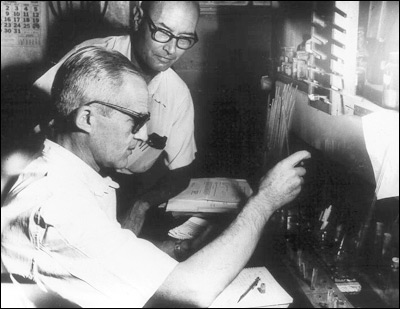
Drs. Luis Leloir (left) e Carlos Cardini trabalhando no institutos (1960).

A primeira investigação levada a cabo pelos doutores Carlos Eugenio Cardini, Ranwell Caputto, Raúl Trucco, Enrico Cabib, o então estipêndio Alejandro Paladini e Luis Federico Leloir no Instituto, deu como resultado o descobrimento da síntese de galactosa na glândula mamária.
Mas foi o trabalho sobre os nucleotídeos açúcares, que mostrou caminhos metabólicos não conhecidos e se transformou em conceito básico para posteriores investigações em todo o mundo, o que lhe valeu para Leloir a concessão em 1970 do Prémio Nobel de Química.

## Ciência Argentina

### Investigação
A Fundação Instituto Leloir conta atualmente com 24 grupos de investigação, integrados por mais de 170 pessoas, entre científicos (investigadores do CONICET), estagiários e técnicos, cujas áreas de trabalho são: Neurociências (Plasticidade neuronal, mal de Alzheimer e Parkinson), Biologia celular e câncer (Função e diferenciação celular, Terapia gênica, Adaptação a hipoxia, Relógios biológicos, HPV, câncer, de colo, pele e mama), Enfermidades infecciosas (Dengue, Bruceloses, Parasitárias, Vacinas moleculares) e Biologia de plantas. Desde de 2001 estas equipes se formam mediante concursos abertos internacionais, os quais tem permitido a repatriação de um grupo crescente de reconhecidos investigadores, que podem assim continuar desenvolvendo seus trabalhos em nosso país.

### Formação
Para integrar as equipes de investigação, os estudantes y graduados se contatam com um Chefe do laboratório e são selecionados de acordo com suas áreas de interesse. A maior parte dos graduados obtém financiamento dos organismos oficiais, como o Conselho Nacional de Investigações Científicas e Técnicas (CONICET), a Agência Nacional de Promoção Científica e Tecnológica (ANPCyT), a Universidade de Buenos Aires (UBA) e outros organismos e instituições de apoio na investigação. A Fundação Instituto Leloir outorga habitualmente estagiários de estímulo para jovens investigadores.

### Institucional
O novo estatuto de 1999 estabelece que os cargos dos membros do Conselho de Administração são temporários e que sua postulação e eleição é por votação de todos os Chefes de Laboratório. O Dr. César Milstein, Prémio Nobel de Medicina em 1984, foi um enfático impulsor desta renovação. Em 2001 se decide alterar o nome de Instituto de Investigações Bioquímicas Fundação Campomar para Fundação Instituto Leloir, devido sua vinculação com o instituto.
Em 2006 se escreve um acordo de representação com Inis Biotech , que atua como oficina de transferência de tecnologia da Fundação Instituto Leloir, com o objetivo de gerar o aproximação com as empresas que desenvolvem produtos inovadores, para que o conhecimento gerado tenha um maior impacto positivo para a sociedade.

## Divulgação
Dada a importância da transmissão do conhecimento científico para o desenvolvimento social, a Fundação Instituto Leloir conta desde 1986 com um Programa de Divulgação Científica e Tecnológica. Está orientado a capacitar profissionais e produzir informação sobre ciência e tecnologia destinada ao público em geral, pondo ênfase naquelas descobertas mais destacados fruto da investigação de especialistas argentinos.